# 제199보병여단
제199보병여단(199th Infantry Brigade)은 포트 베닝에 주둔하고 있는 미국 육군의 훈련 여단이다.

## 역사

### 초기
1921년 12월 웨스트버지니아주 헌팅턴에서 예비대 사각사단으로 조직된 제100보병사단의 구성군이었다. 제398, 399보병연대로 편성된 사단 두개 구성군 여단 중의 하나로, 1931년 10월 27일에 웨스트버지니아주 파커스버그[로 이사하였다. 육군 사단이 삼각사단으로 재조직화되면서 1942년 2월 23일, 제100보병사단의 제100정찰병대로 변환 및 재지정되었는데, 3소대는 같은 제100보병사단, 제200보병여단을 변환하여 편성하였다. 11월 15일에 사우스캐롤라이나주 포트 잭슨로 이사하고, 제100기병수색병대로 개명되었다. 1943년 8월 2일, 기계화되면서, 이름에서 기병이 빠지고 제100수색병대, 기계화로 바뀌었다.
1944년 6월 6일, 제100보병사단과 함께 노르망디 상륙작전을 시작으로 유럽 전구에 투입되었다. 전쟁이 끝난 뒤, 1945년 9월 7일 제10기계화수색병대로 재편성되었버지니아주 캠프 패트릭 헨리에서 1946년 1월 11일에 해산하였다. 이후에는 켄터키주의 루이스빌에서 1946년 12월 2일부터 1953년 4월 22일, 네온에서 1955년 1월 9일부터 1959년 4월 17일까지 잠시 소집되고 해산하기를 되풀이하였다. 사단이 공수부대로 전환되었을때, 부대는 1946년 10월 15일에 수색소대로 작아졌다. 해산한 뒤에도 부대는 조직장비표(TO&E)에서 몇번의 개정을 거졌다.

### 베트남 전쟁
1966년 6월 1일, 베트남 전쟁에 투입할 목적으로 조지아주 포트 베닝에서 최초 형태인 제199보병여단, 본부 및 본부중대로 별동 여단 중의 하나로 재소집되어, 베트남 공화국 육군 제3군단의 전술영역에서 배치되었다.
1968년 구정공세 당시, 동나이성에서 유니온타운 작전을 지휘하고 있었고, 즉각 베트콩 제275연대가 공격하고 있던 제2베트남야전부대 본부가 있는 롱빈과 비옌 호아 공군기지를 방어하였고, 그 중 1개 대대는 헬리콥터로 공중기동하여 사이공에 파견되었다. 이어서 초론에서 시가지전을 벌였다.
1969년에 수도권 동부와 북부 지역의 경비를 맡았고, 이듬해 1970년에는 철의 삼각지대에 배치되어 캄보디아 전역에 참가하였다. 파리 협정이 체결된 직후, 첫 철수병력대상으로 지정되어 베트남 공화국에서 철수하였고, 그 해 10월 15일 포트 베닝으로 돌아가 해산하였다.
그 후, 다시 1991년 2월 16일부터 이듬해 1992년 7월 16일까지 제9보병사단의 여단으로서 워싱턴주 포트 루이스에서 주둔하였다.

### 훈련부대
2007년 6월 27일, 또다시 조지아주의 포트 베닝의 제11보병연대를 기반으로 여단이 재소집되어, 보병, 기갑학교의 초급사관지도자 과정(BOLC), 사관후보학교(OCS), 기동대장 직업과정(MCCC)을 담당하고 있다.

## 조직

### 배속
- 1921년 6월 24일, 제100사단
- 1991년 2월 16일, 제9보병사단
- 2006년 11월 9일, 훈련교리사령부

### 편성
사각사단
- 제398보병연대
- 제399보병연대

#### 베트남 전쟁
- 본부 및 본부중대
- 여단 보병
  - 제23보병연대, 대대
  - 제37보병연대, 대대
  - 제412보병연대, 대대
  - 제512보병연대, 대대
- 여단 포병
  - 제40포병연대, 2대대
- 여단 정찰대
  - 제17기병연대, D중대 (기갑)
  - 제51보병연대, F중대 (장거리 순찰)
  - 제75보병연대, M중대 (레인저)(공수); 1970년 10월 12일, 해산.
- 여단 지원
  - 제7지원대대
  - 제179군사정보분견대
  - 제87공병중대
  - 제313통신중대
  - 제152헌병소대
  - 제44군사사파견대
  - 제503화학분견대
  - 제856무전연구파견대 (육군보안국)
  - 제40공사파견대
- 배속부대
  - 제49보병소대 (수색견)
  - 제76보병분견대 (장거리수색순찰대); 1969년 2월 1일, 제75보병연대, M중대로 대채됨.
  - 제11기갑기병연대, 3전대

#### 훈련부대
- 여단 본부 및 본부중대
- 제11보병연대, 제2대대 (IBOLC→보병초급장교 지도자과정)
- 제11보병연대, 제3대대 (사관후보학교)
- 제16기병연대, 2대대 (IBOLC→보병초급장교 지도자과정)ABOLC기갑 초급장교 지도자 과정
- 제81기갑연대, 3대대 - 감독관(Provost)
  - A 중대 - MCoE 본부
  - B 중대 - DOT/기동대장 직업과정 (MCCC)
  - C 중대 - 국제군사학생사관 (IMSO)
  - MCoE 군악대
- 지휘전술실 (CATD)
- 직접지시과정 (DCC)
- 부사관학교

## 기록

### 계보
- 1921년 6월 24일, Headquarters and Headquarters Company, 199th Infantry Brigade
→제199보병여단, 본부 및 본부중대
- 1925년 3월 23일, Headquarters and Headquarters Company, 199th Brigade
→제199여단, 본부 및 본부중대
- 1936년 8월 24일, Headquarters and Headquarters Company, 199th Infantry Brigade
→제199보병여단, 본부 및 본부중대
- 1942년 2월 23일
  - 100th Reconnaissance Troop, 100th Division
→제100사단, 100정찰병대
  - 3d Platoon, 100th Reconnaissance Troop, 100th Division
→제100사단, 100정찰병대, 3소대 (옛 제200보병여단, 본부 및 본부중대)
- 1942년 11월 15일, 100th Cavalry Reconnaissance Troop
→제100보병사단, 100기병수색병대
- 1943년 8월 2일, 100th Reconnaissance Troop, Mechanized
→제100수색병대, 기계화
- 1945년 9월 7일, 100th Mechanized Reconnaissance Troop
→제10기계화수색병대
- 1946년 10월 15일, Reconnaissance Platoon, 100th Airborne Division
→제100공수사단, 수색소대
- 1948년 3월 25일, 비축 예비대로 지정됨.
- 1950년 8월 31일, Antitank Platoon, 100th Airborne Division
→제100공수사단, 대전차소대
- 1952년 7월 9일, 육군 예비군으로 지정됨.
- 1952년 5월 12일, 100th Reconnaissance Company
→100수색중대
- 1966년 3월 23일
  - Headquarters and Headquarters Company, 199th Infantry Brigade
→제199보병여단, 본부 및 본부중대
  - Headquarters and Headquarters Company, 200th Infantry Brigade
→제200보병여단, 본부 및 본부중대 (옛 제100수색중대, 3소대)

### 전역
| 스트리머        | 내역 |
| --------------- | --- |
| 제2차 세계 대전 | - 노르망디 - 라인란트 - 아르덴-알자스 - 중앙유럽 |
| 베트남 전쟁     | - 반격, 제3(III)단계 - 구정 대공세 - 반격, 제4(IV)단계 - 반격, 제5(V)단계 - 반격, 제6(VI)단계 - 69년 구정 반격 - 1969년 하계-추계 - 1970년 동계-춘계 - 성소 반격 - 반격, 제7(VII)단계 |

### 스트리머
| 스트리머             | 내역                    | 명령서 |
| -------------------- | ----------------------- | ------ |
| 육군 공로부대표창    | 베트남, 1968년 ~ 1969년 |        |
| 용맹부대표창         | 베트남, 사이공-롱 빈    |        |
| 종려잎 용맹십자장    | 베트남, 1968년          |        |
| 종려잎 용맹십자장    | 베트남, 1968년 ~ 1970년 |        |
| 1급 민간행동명예훈장 | 베트남, 1966년 ~ 1970년 |        |

## 참고
- “HEADQUARTERS, 199th INFANTRY BRIGADE”. Center of Military History. 2007년 9월 13일. 2020년 1월 20일에 확인함.
- “199th Infantry Brigade History” (영어). Fort Benning Public Affair Office. 2019년 2월 24일에 원본 문서에서 보존된 문서. 2019년 2월 24일에 확인함.
- “Task Organization” (PDF) (영어). Fort Benning Public Affair Office. 2019년 2월 24일에 원본 문서 (PDF)에서 보존된 문서. 2019년 2월 24일에 확인함.